# Abietinaria greenei
Abietinaria greenei is een hydroïdpoliep uit de familie Sertulariidae. De poliep komt uit het geslacht Abietinaria. Abietinaria greenei werd in 1860 voor het eerst wetenschappelijk beschreven door Murray. 